# Filippo Melegoni
Filippo Melegoni est un footballeur italien né le 18 février 1999 à Bergame. Il évolue au poste de milieu de terrain à la Carrarese Calcio.

## Biographie

### En club
Melegoni effectue presque toutes ses classes à l'Atalanta Bergame. Arrivé en équipe première, il fait ses débuts le 22 janvier 2017 lors d'un match contre l'UC Sampdoria. 
En septembre 2020, le médian est prêté pour deux saisons au Genoa CFC, avec obligation d'achat. 
Il est à nouveau loué (cette fois sans option) le 31 août 2022 au club belge du Standard de Liège et entre au jeu trois jours plus tard pour la réception du KV Oostende, les Liégeois l'emportant un but à zéro.

### En sélection
Avec les moins de 17 ans, il participe au championnat d'Europe des moins de 17 ans en 2015, disputant quatre matchs.
Trois ans après, il est à nouveau présent au championnat d'Europe U19. Lors de cette compétition, il joue cinq rencontres alors que l'Italie s'incline en finale face au Portugal, après prolongation. Melegoni officie comme capitaine à trois reprises lors de ce tournoi.
Il débute avec les espoirs italiens le 3 septembre 2020, à l'occasion d'un amical contre la Slovénie. Il porte le brassard et inscrit son premier but avec les Azzurrini, qui s'imposent deux à un.

## Palmarès
- Finaliste du championnat d'Europe des moins de 19 ans en 2018 avec l'Italie